# Oô
Oô là một xã trong vùng Occitanie, thuộc tỉnh Haute-Garonne, quận Saint-Gaudens, tổng Bagnères-de-Luchon. Tọa độ địa lý của xã là 42° 47' vĩ độ bắc, 00° 30' kinh độ đông. Oô nằm trên độ cao trung bình là 980 mét trên mực nước biển, có điểm thấp nhất là 954 mét và điểm cao nhất là 3.215 mét. Xã có diện tích 32,53 km², dân số vào thời điểm 1999 là 108 người; mật độ dân số là 3 người/km².

## Thông tin nhân khẩu
| 1962 | 1968 | 1975 | 1982 | 1990 | 1999 |
| ---- | ---- | ---- | ---- | ---- | ---- |
| 71   | 103  | 117  | 106  | 105  | 108  |